# Probal Dasgupta
Probal Dasgupta (Calcuta, Índia, 19 de setembre de 1953) és un lingüista i esperantista. Doctorat a la Universitat de Nova York amb una tesi sobre la sintaxi de la seva llengua materna, el bengalí, és membre honorífic de la societat lingüística dels Estats Units des de 2004. Ha ensenyat lingüística en tres universitats de l'Índia i actualment investiga sobre lexicografia en l'Institut Indi d'Estadística. És coredactor, des de 1990, de la revista Language Problems and Language Planning (John Benjamins). Ha traduït diverses obres de la literatura bengalí a l'esperanto.
L'agost de 2007 va ser elegit president de l'Associació Universal d'Esperanto per a un període de tres anys.

## Obres[calcitació]
- "Nomi kaj karakterizi". A De A al B. Edició par a la commemoració del 75 aniversari del naixement del Dr. André Albault, 14 de maig de 1998. Ed. :aupenthal, Reinhard: 75 - 82.
- "Facila lingveto, peza lingvego, cxu?". A. Menade bal püki bal : Festschrift zum 50. Geburtstag von Reinhard Haupenthal: 83 - 94.
- "Degree words in Esperanto and categories in universal grammar". A Interlinguistics : aspects of the science of planned languages. Ed. Schubert, Klaus 231 - 247.
- "Adverboj en Esperanto". A Serta gratulatoria in honorem Juan Régulo: II Esperantismo: 119 - 130.
- Towards a dialogue between the sociolinguistic sciences and Esperanto culture. Ed. Pune, 1987.
- "Culture, sharing and language". A Rights to language: equity, power and education : celebrating the 60th birthday of Tove Skutnabb-Kangas. Ed.Phillipson, Robert: 49 - 51.
- "Kategorioj, la fleksio, la lingvistiko, kaj radikoj". A. Esperanto A. Centjara Esperanto : jubilea libro de Akademianoj: 63 - 75.
- "La toleremo kaj aliaj artoj". A Lingva arto : jubilea libro omagxe al William Auld kaj Marjorie Boulton. Ed. Benczik, Vilmos: 40 - 49.
- "Toward a dialogue between the sociolinguistic sciences and Esperanto culture". A. Esperanto, interlinguistics and planned language. Ed. Tonkin, Humphrey: 140 - 171
- "La lingvo kaj la rajto je komunikado (kun Renato Corsetti, Humphrey Tonkin. A Esperanto: the solution to our language problems : studies and articles on language problems, the right to communicate and the international language (1959-1981). Ed. Eichholz, Rüdiger: 298 - 361.
- The otherness of English: India's auntie tongue syndrome: New Delhi. Thousand Oaks/ London: Sage, 1993. ISBN 978-0-8039-9456-0
- Explorations in Indian Sociolinguistics, Rajendra Singh, Probal Dasgupta, Jayant K. Lele. New Delhi, Sage, 1995, 258 p., ISBN 978-0-8039-9238-2
- After Etymology, 2000
- La modalité subjonctive et la transparence en bangla Conférences du Laboratoire de Linguistique Formelle (en francès)
- Translation and the application of linguistics sur Cat.inist/CNRS (en francès)